# Domorodá náboženství

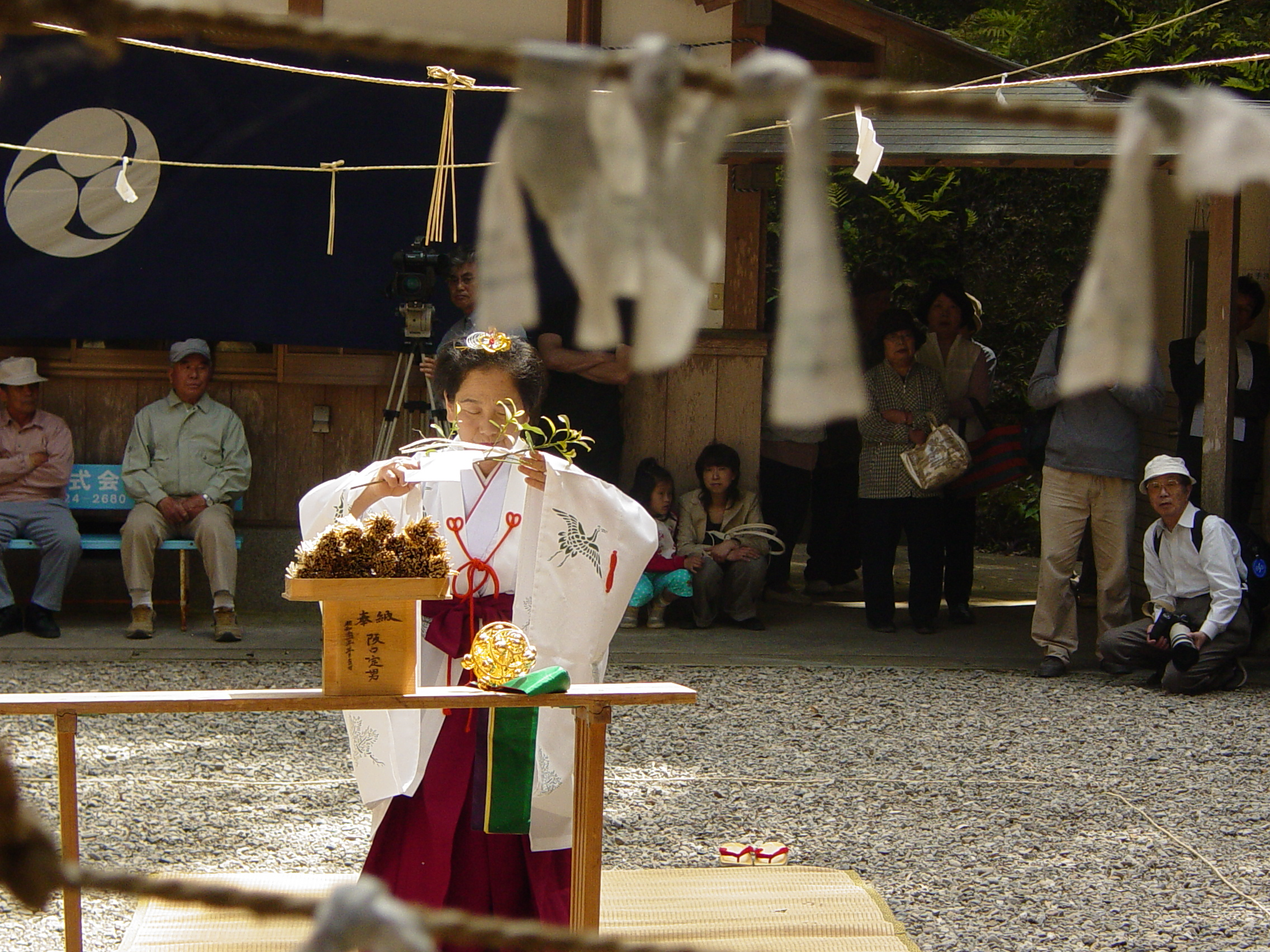
Kněžka ve svatyni šintoistického boha Inariho. Šintoismus je domorodé náboženství Japonska

Domorodá náboženství jsou různorodou skupinou náboženství, zpravidla následovaných určitým etnikem a s počátky před zaznamenanou historií. Tím se liší od většiny takzvaných světových náboženství, která často mívají univerzalistické ambice a hlásí se k odkazu historického zakladatele.
Domorodá náboženství jsou výrazně různorodá ve věrských představách, praktikách a podobně, ale někteří badatelé se snaží identifikovat jejich obecné znaky. Religionista Christopher Partridge tak hovoří o víře v posvátno určitých, převážně přírodních, míst a objektů, víru ve vliv duchovních bytostí na lidský život; v četná božstva, démony a duchy předků, a duchovní „energii“, a důraz na mýty.
Na domorodá náboženství je často nahlíženo s despektem a je jim přisuzována jednoduchost, zastaralost či zaostalost. Jejich nehistorický charakter zase vede k tomu že jsou vedle historických, světových, náboženství chápána jako marginální. V souvislosti s tím se o nich často předpokládá že neprocházela a neprochází žádným vývojem a že jsou nakonec odsouzena k zániku. Přezíravý postoj vede také ke konceptu jednoho „domorodého náboženství“ v různých podobách, oproti mnoha „světovým náboženstvím“. Například keltista John Arnott MacCulloch byl názoru, že „podoba divošského náboženství na různých místech se liší jen málo“. Negativní pohled se často odráží v terminologii, příkladem může být označení „primitivní náboženství“.
Domorodá náboženství jsou často klasifikována geograficky a lze je tak rozdělit do následujících podskupin:
- čínské lidové náboženství a japonský šintoismus
- mrtvá náboženství Předního východu jako mezopotámské nebo egyptské
- náboženství domorodých Austrálců, Polynésanů, Melanésanů a Mikronésanů
- náboženství předkolumbovské Ameriky, jako například aztécké nebo irokézské náboženství
- náboženství uralských, turkických a mongolských národů, často úzce spjatá s šamanismem, jako je sámské náboženství nebo tengrismus
- převážně mrtvá indoevropská náboženství jako slovanské, řecké nebo chetitské, živou výjimkou je kalašské náboženství
- tradiční africká náboženství jako je vodun, bwiti nebo jorubské náboženství, na která navazují některá afroamerická náboženství jako vúdú nebo kandomblé

K odkazu domorodých náboženství se hlásí některá nová náboženská hnutí, především novopohanská a novošamanistická.

## Terminologie
Výraz domorodá náboženství je na počátku 21. století upřednostňovaný, ale existuje řada jeho starších i současných alternativ. Nejednotnost terminologie částečně odráží nejasnou definici a obsah pojmů jako je domorodec, přírodní národy, primitivní společnost, tradice a lid.
- archaická[pozn. 2]
- divošská
- prvotní či původní [pozn. 3] nebo primitivní[pozn. 4]
- kmenová
- lidová nebo etnická
- domorodá[pozn. 5]
- pre-literární, před-literární, ne-literární, [pozn. 6], případně prehistorická
- přírodní, případně náboženství přírodních národů[pozn. 7]
- tradiční[pozn. 8]

Kromě toho se synonymně k pojmu domorodá náboženství někdy také používají jednoslovné starší výrazy, ale s posunutým významem:
- animismus,[2][3] v původní slova smyslu víra v existenci duše a duchovních bytostí.
- pohanství, pojem používaný, především historicky, v křesťanském kontextu
- šamanismus,[2] vágně definovaný pojem odkazující na určité duchovní praktiky a představy spojené s transem, původně především v sibiřském kontextu